# Gustaf Sundelius
Gustaf Sundelius, född 20 februari 1868 i Säbrå socken, död 10 juli 1946 i Portland, Maine, var en svenskamerikansk sjukgymnast och journalist.
Gustaf Sundelius var son till bankkamreren Magnus Ludvig Sundelius. Han avlade mogenhetsexamen i Härnösand 1886 inskrevs samma år vid Uppsala universitet, och blev medicine kandidat där 1894. Han ägnade sig sedan åt sjukgymnastisk verksamhet till 1900, då han emigrerade till USA. Han var sjukgymnast i Boston till 1917. 1914–1918 var han redaktör för tidningen Svenska Nyheter i Boston. Sundelius var 1920–1926 sekreterare och VD i Svenska handelskammaren i New York. 1926 blev han chefredaktör för svenskamerikanska tidningen Nordstjernan, vilken befattning han innehade till 1933. 1933 anställdes han vid svenska vice-konsulatet i Boston och var 1934–1941 kanslist där. Han var en framstående amatörpianist och sångledare.
Han var från 1906 gift med Marie Sundelius.